# Het Bos van Plop
Het Bos van Plop is een dark water ride in het Belgische attractiepark Plopsaland Belgium en opende op 29 april 2000. De attractie draait om het tv-personage Kabouter Plop.
Tijdens de tien minuten durende rit vaart men door het kabouterbos. De scènes zijn opgedeeld volgens de seizoenen (herfst, winter, lente, zomer). Op de achtergrond klinkt een aangepaste versie van het Ploplied, verschillend per scène. Halverwege de rit bevindt zich een afdaling die een kleine waterplons veroorzaakt.

## Ritsysteem

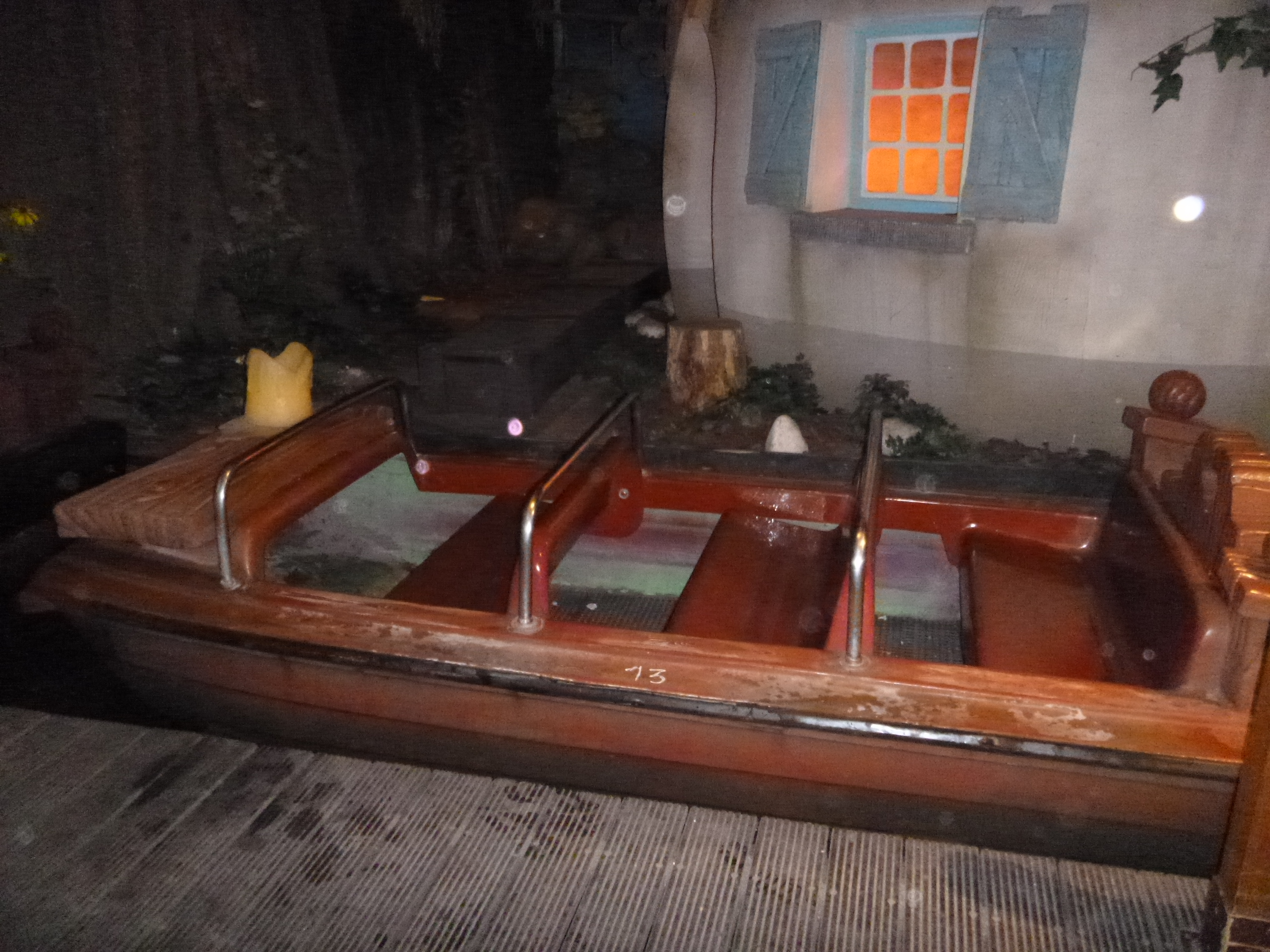
Een boot van Het Bos van Plop.

Het zogenoemde ritsysteem van de attractie werd in 1979 gebouwd door de Duitse firma Metallbau Emmeln. Er zijn in totaal achttien boten die zich door het 145 meter lange parcours bewegen door de stroming van het water. Deze stroming wordt gegenereerd door vier mixers (een motor met een propeller), twee onder het station en twee onder de afdaling ongeveer halverwege het parcours. In de eerste en laatste scènes van de attractie bevinden zich twee wissels waarmee de boten naar een onderhoudsruimte kunnen worden geleid. Deze ruime bevindt zich parallel achter het station.
Oorspronkelijk waren de boten van attractie groen en hadden ze een illustratie van een Plopmuts vooraan. Rond 2011 werden de boten bruin geschilderd en werd er extra decoratie toegevoegd. De boten hebben nu het uiterlijk van een houten bed met twee brandende kaarsen. Deze kaarsen werken door middel van een batterij vooraan in de boot. De medewerker bij de attractie dient elke ochtend alle batterijen uit de lader te halen en in de boten te steken. De boten bieden plaats aan negen personen, twee volwassenen en één kind per rij.

## Animatronics

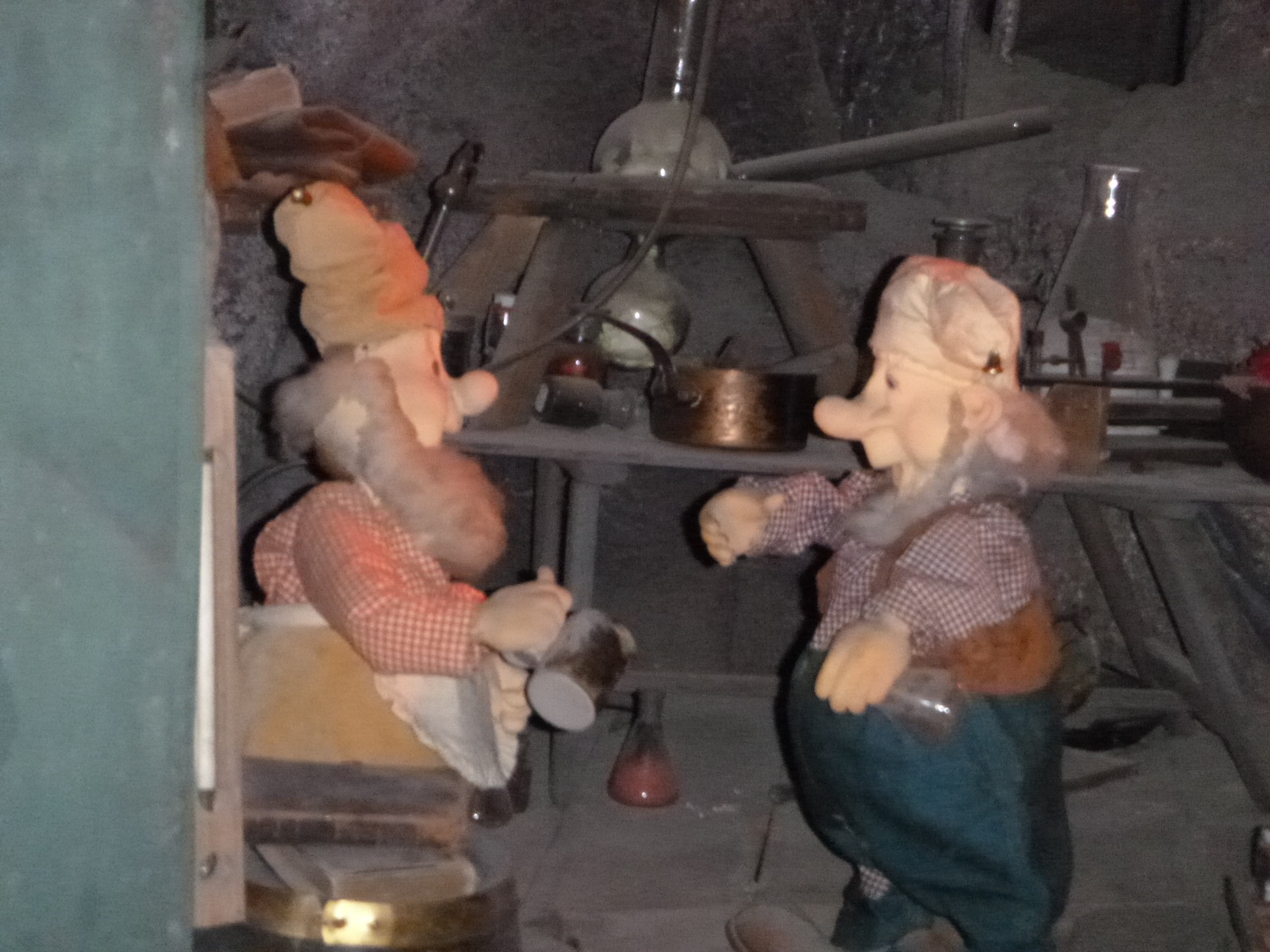
Twee kabouters naast de melkmachine, vlak voor de afdaling.

In Het Bos van Plop zijn vele honderden animatronics van kabouters te vinden. Deze werden gebouwd door de Belgische firma Wulf-fx. Ze bewegen op perslucht dankzij een compressor in het atelier van de technische dienst, dat zich in hetzelfde gebouw als de attractie bevindt (links naast de afdaling en achter de winterscène). Ze worden aangestuurd middels DMX vanuit een technische ruimte naast de uitgang. In deze ruimte bevinden zich twee Apple computers waarmee de kabouters en muziek worden aangestuurd, alsook elektrische kasten voor de belichting en het ritsysteem.

## Wachtrij
Bij de opening in 2000 bevond de ingang van de attractie zich aan de noordkant van het gebouw, tegenover het voormalige Klein Theater (huidige Circus Bumba). Bezoekers stapten toen aan de linkerkant van het kanaal in een boot en stapten na de rit weer uit aan de rechterkant, waarna ze via een brug over het water en de ingang uitkwamen in een winkel. In 2010 vond een grondige renovatie van de wachtrij plaats waarbij de ingang van de attractie werd verplaatst naar de oostkant van het gebouw, tegenover de Big & Betsy Tractors. Ook de Plopshop en een toiletgroep werden verplaatst. Sindsdien stappen bezoekers in en uit aan de linkerkant van het kanaal. De oude brug is nog steeds zichtbaar en deels toegankelijk voor medewerkers.
Daar de attractie een van de populairste van het park is staat er vaak een lange wachtrij. Het park probeerde in 2014 deze wachtrij aangenamer te maken middels een interactief wachtrijspel van de firma Gelotology. Op een groot scherm naast het station werden opdrachten gegeven door Kabouter Klus, bezoekers konden dan via knoppen op paaltjes in de wachtrij de opdrachten uitvoeren. Het project werd al na enkele maanden afgevoerd.
Het grote scherm wordt nog steeds gebruikt voor het vertonen van films, afleveringen en muziekclips van Kabouter Plop (tot begin 2023 werd de DVD van Plop en de Wenssteen afgespeeld, nadien enkel nog muziekclips voornamelijk opgenomen in de Plopsa parken).
In de wachtrij bevinden zich ook enkele decorstukken uit Plopfilms, zoals het pak van Pinki de pinguïn uit Plop en de pinguïn, en een grote viool uit Plop en het Vioolavontuur.

## Apirama

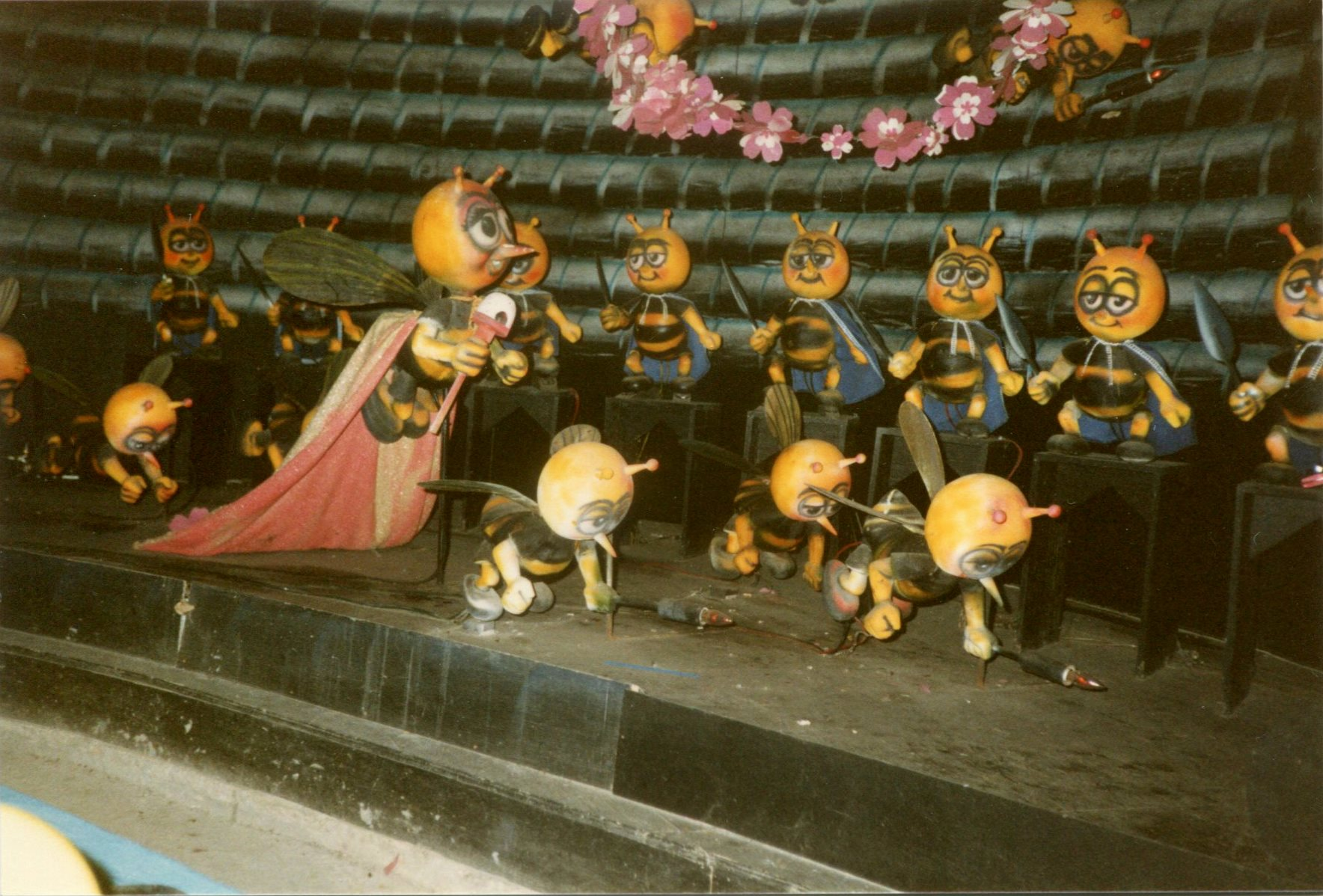
Apirama in 1989.

Voor de overname van Meli Park door Studio 100 ging de attractie door het leven als Apirama. Geopend in 1979 nam de attractie bezoekers mee door het leven en activiteiten van de bijen. Men kwam diverse scènes tegen waaronder de bijenkorf, de wespenaanval, de bijenkoningin, het grote zomerfeest enzovoort. Bij de opening van deze attractie werd het Melibijtje gecreëerd en werd sindsdien het logo van Meli Park. De naam "Apirama" betekent "kijken naar de bijen".
Na de transformatie naar Het Bos van Plop bleef er van het originele Apirama enkel nog maar het ritsysteem over (bootjes en kanaal). Enkele bijen uit de attractie zijn tentoongesteld in het Meli-huisje in het park, een oud sprookjesbos huisje dat dient als klein museum met originele attributen uit de tijd van Meli Park, te vinden tussen de ingang van Het Bos van Plop en het Dorpsplein.

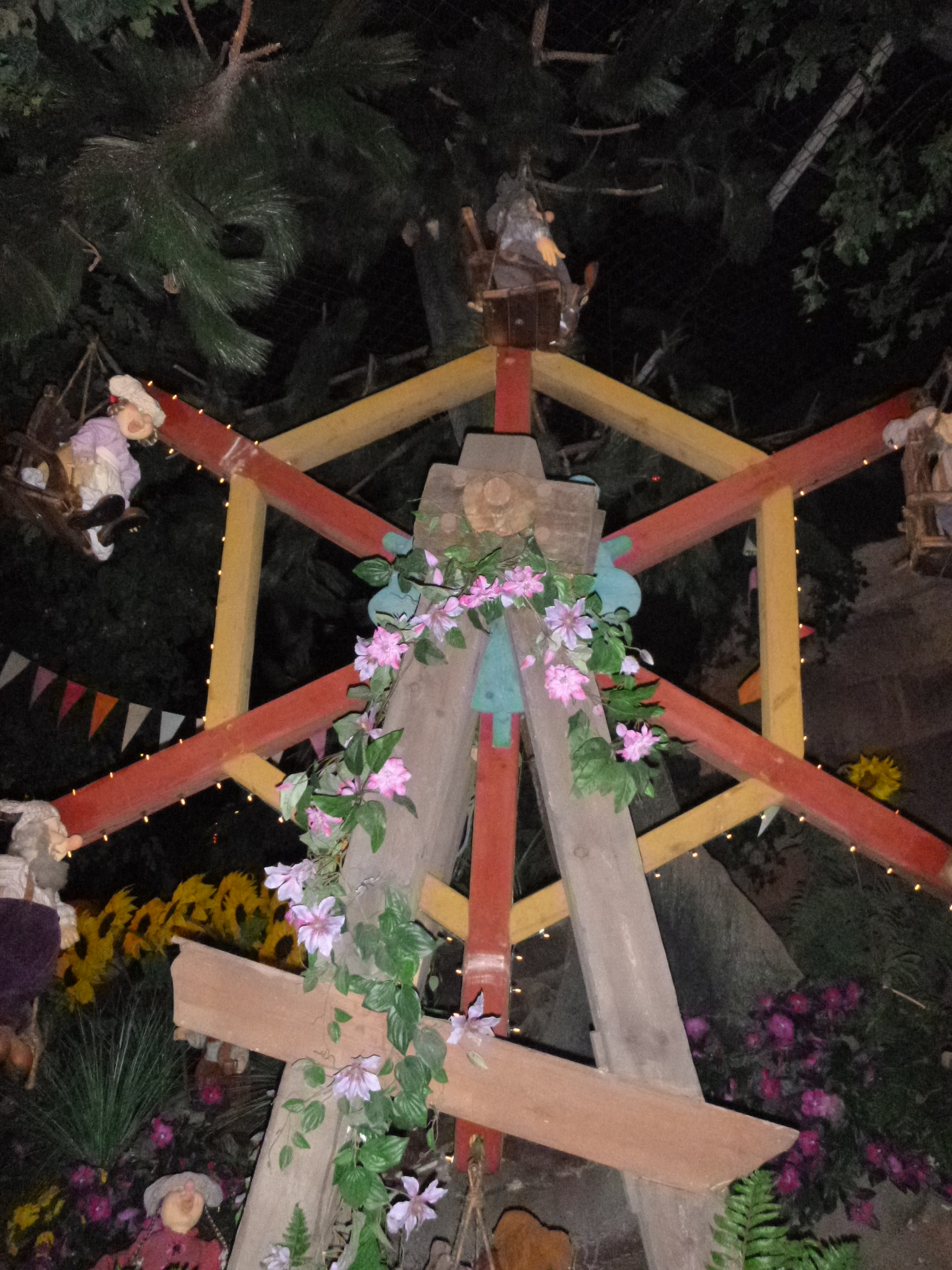
Het reuzenrad met kabouters in Het Bos van Plop, een gimmick naar het reuzenrad met bijen dat vroeger in Apirama te vinden was.

## Sluiting
Begin 2015 raakte bekend dat Plopsa plannen had om de attractie "binnen enkele jaren" te vervangen door een grote nieuwe attractie. Directeur Steve Van den Kerkhof gaf als reden dat de attractie in zijn huidige staat al vijftien jaar oud was en in een heel oud gebouw stond. Een vervangende attractie zou overdekt worden.
In mei 2024 vertelde Plopsa-CEO Carl Lenaerts dat er over de toekomst van Het Bos van Plop nog geen beslissing was genomen.
In juli 2025 vertelde Walter De Donder, als Kabouter Plop, in een interview aan de Belgische krant HLN dat de attractie op termijn zal verdwijnen, maar vervangen zal worden door een nieuwe versie.

## Trivia
- De videoclip van de Kabouterdans, gezongen door Kabouter Plop, is deels opgenomen in deze attractie.
- In de laatste scène van de attractie kunnen inzittenden een schilderij van De Smurfen zien hangen in de paddenstoel van Plop.
- In de eerste scène, vlak voor de houtzagerij, zitten de kabouters verstopt in de struiken en roepen ze "pas op, grote mensen".
- In de circusscène van de attractie is een reuzenrad met kabouters te vinden, dit is een gimmick naar het vroegere Apirama waar ook een klein reuzenrad met bijen te zien was.
- Begin april 2023 werd de showcontrol van de attractie volledig vernieuwd, met nieuwe computers en software.
- Kabouter Klus draagt in de laatste scène een andere muts dan gewoonlijk, dit omdat zijn originele muts werd gestolen door bezoekers.Kabouter Klus draagt in de laatste scène een andere muts dan gewoonlijk

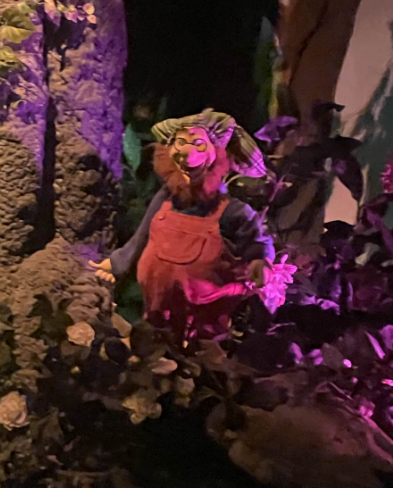
Kabouter Klus draagt in de laatste scène een andere muts dan gewoonlijk